# Lyces latistriga
Lyces latistriga là một loài bướm đêm thuộc họ Notodontidae. Loài này chỉ được biết đến từ chân núi Andes ở đông nam Peru.